# Otto von Dandl
Otto Ritter von Dandl (13. maj 1868 i Straubing – 20. maj 1942) var en bayersk jurist og politiker. Han blev den sidste ministerpræsident i kongeriget Bayern.
Dandl var embedsmand i det bayerske justitsministerium fra 1895 til 1906. 
I 1912 udnævnte kong Ludvig den 3. af Bayern ham til statsråd og kabinetschef.
Fra 1917 til november 1918 var han Bayerns sidste kongelige stats- og udenrigsminister.
Fra 1919 til 1933 var han finansembedsmand (i Würzburg til 1929, derefter i München)
| Efterfulgte: Georg von Hertling | Bayerns statsminister 1917-1918 | Efterfulgtes af: Kurt Eisner |